# 彼拉
彼拉，是西班牙加泰罗尼亚巴塞罗那省的一个市镇。总面积57平方公里，总人口15 057人（2013年），人口密度264人/平方公里。